# Kandi
|  | Per a altres significats, vegeu «Kandi (Índia)». |

 Kandi  és una ciutat de Benín, capital del departament d'Alibori. La seva població el 2007 s'estimava en 117.304 habitants. Originalment un mercat comarcal actualment és un centre agrícola amb explotació de granges. Està situada a la vora de la carretera principal nord-sud, a 400 km de Cotonou.

## Història
La llegenda diu que fou fundada per un casador de Nikki o de Sinendé que en arribar a la zona va veure molts elefants i va dir "sinounou ba kammé (He caigut sobre un munt d'elefants); de kammé va derivar kanni i després Kandi. Altres tradicions donen relats diferents: que fou fundada pel regne de Dendi, una derivació de l'imperi Songhai, o que va agafar el nom d'unes dones que van bolcar amb la seva barca i van trencar unes gerres (kandi). La versió més probable sembla la que diu que fou fundada per Saka, fill del rei de Nikki, que havia estat enviat pel seu pare per combatre el rei de Niampangou, i en arribar va rebre tants regals de benvinguda que va revelar la seva tasca i es va fer amic dels habitants; o podent retornar a Nikki es va instal·lar a Kandi, en les terres de la tribu de la seva mare una bariba, on va combatre els bandits i va pacificar la regió (vers 1700); es va fer dir "mon" (germà gran en bariba) que fou deformat a "mo" pels mokollé (grup dels iorubes) que poblaven la regió on s'havien establert fugint de les guerres que van acompanyar la fundació del regne d'Oyo. La comarca està habitada principalment pel poble bariba. Al mo Saka el van seguir sis sobirans, el darrer dels quals fou Guézéré I (Gezere) que va rebre les insígnies de comandament del rei de Nikki: un tambor cobert de pells humana i dos ossos humans per torcar-lo, i un basto de comandament recobert cada any d'un nova capa de cuir. El 18è rei Zibiri II (1911-1929) va ajudar a l'administrador local Geay a reprimir la revolta de 1917.

## Llista de reis
- Saka Niampoangoukounon
- Lolo Kounon (Bagu I)
- Fafanzi Kounon Ouré (Bukunene)
- Barikali
- Minti (germà)
- Kakayerrekou (germà) > origina la linea de caps d'Angarabedou
- Kina Guézéré o Gezere I (germà)
- Lafia (germà)
- Ibiri I (fill de Barikali)
- Bassayawa (germà)
- Bagou I (fill de Guézéré I)
- Boukouméné (fill de Lafia)
- Barikali II (fill d'Ibiri I)
- Minti II (germà)
- Kina Dogo "Donsarukpunon" (fill de Bassayawa)
- Guézéré o Gezere (fill de Bagou I)
- Lafia II (fill de Boukouméné) ?-1911
- Zibiri II (fill de Barikali II) 1911-1929
- Bagou II (fill de Guérézé II) 1929-?
- Sabi Goro (fill de Lafia II) ?